# Le Ménil-Vicomte
Le Ménil-Vicomte è un comune francese di 45 abitanti situato nel dipartimento dell'Orne nella regione della Normandia.

## Società

### Evoluzione demografica
Abitanti censiti